# Omiltemi
Omiltemi är en ort i Mexiko.   Den ligger i kommunen Chilpancingo de los Bravo och delstaten Guerrero, i den södra delen av landet, 220 km söder om huvudstaden Mexico City. Omiltemi ligger 2 152 meter över havet och antalet invånare är 145.
Terrängen runt Omiltemi är bergig åt nordväst, men åt sydost är den kuperad. Terrängen runt Omiltemi sluttar västerut. Runt Omiltemi är det ganska glesbefolkat, med 34 invånare per kvadratkilometer. Närmaste större samhälle är Chilpancingo de los Bravo, 19,2 km öster om Omiltemi. I omgivningarna runt Omiltemi växer i huvudsak blandskog.